# Imphy
Imphy település Franciaországban, Nièvre megyében. Lakosainak száma 3175 fő (2022. január 1.). Imphy La Fermeté, Chevenon, Luthenay-Uxeloup, Saint-Ouen-sur-Loire és Sauvigny-les-Bois községekkel határos.

## Népesség
A település népességének változása:
| Lakosok száma | 3559 | 3452 | 3517 | 3345 | 3273 | 3202 | 3195 | 3183 | 3175 |
|               | 2013 | 2015 | 2016 | 2017 | 2018 | 2019 | 2020 | 2021 | 2022 |